# Kim Keon-woong
Đây là một tên người Triều Tiên, họ là Kim.
Kim Keon-woong (tiếng Hàn: 김건웅; Hanja: 金健雄; sinh ngày 29 tháng 8 năm 1997) là một tiền vệ bóng đá Hàn Quốc thi đấu cho Ulsan Hyundai và Đội tuyển bóng đá U-20 quốc gia Hàn Quốc.

## Sự nghiệp câu lạc bộ
Kim gia nhập Ulsan Hyundai năm 2016. Ngày 1 tháng 5 năm 2016, Kim ra mắt ở K League Classic trước Incheon United tại Sân vận động bóng đá Incheon, thay cho Seo Jung-jin ở phút thứ 79 bởi huấn luyện viên Yoon Jong-hwan. Ngày 13 tháng 7 năm 2016, anh ghi bàn thắng đầu tiên trước Incheon United ở trong trận tứ kết Cúp Quốc gia Hàn Quốc 2016 vào phút thứ 15. Ulsan giành chiến thắng 4-1.

## Sự nghiệp quốc tế
Anh là thành viên của đội tuyển U-20 quốc gia Hàn Quốc kể từ năm 2015.

## Thống kê sự nghiệp câu lạc bộ
| Thành tích câu lạc bộ | Thành tích câu lạc bộ | Thành tích câu lạc bộ | Giải vô địch | Giải vô địch | Cúp     | Cúp       | Châu lục | Châu lục  | Tổng cộng | Tổng cộng |
| Mùa giải              | Câu lạc bộ            | Giải vô địch          | Số trận      | Bàn thắng    | Số trận | Bàn thắng | Số trận  | Bàn thắng | Số trận   | Bàn thắng |
| Hàn Quốc              | Hàn Quốc              | Hàn Quốc              | Giải vô địch | Giải vô địch | Cúp KFA | Cúp KFA   | Châu Á   | Châu Á    | Tổng cộng | Tổng cộng |
| --------------------- | --------------------- | --------------------- | ------------ | ------------ | ------- | --------- | -------- | --------- | --------- | --------- |
| 2016                  | Ulsan Hyundai         | K League 1            | 7            | 0            | 2       | 1         | —        | —         | 9         | 1         |
| Tổng                  | Hàn Quốc              | Hàn Quốc              | 7            | 0            | 2       | 1         | 0        | 0         | 9         | 1         |
| Tổng cộng sự nghiệp   | Tổng cộng sự nghiệp   | Tổng cộng sự nghiệp   | 7            | 0            | 2       | 1         | 0        | 0         | 9         | 1         |